# Odd Alvsson (Tre Rosor)

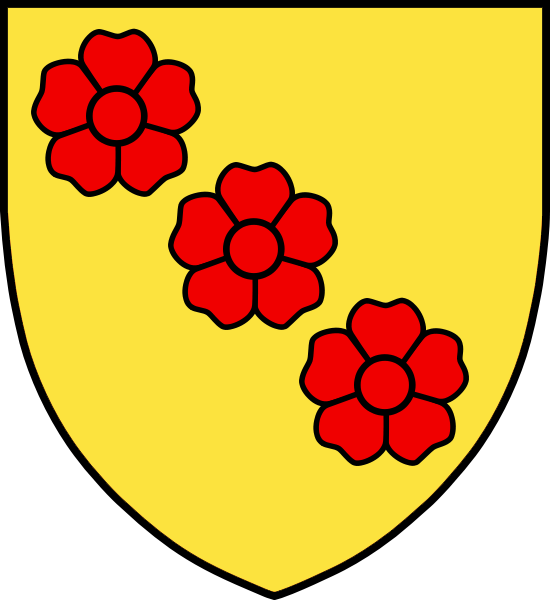
Ätten Tre Rosors vapensköld.

Odd Alvsson född 1460 död 1497 var en norsk (med delvis svenska rötter) riddare och hövitsman under Kalmarunionens tid. Odd Alvsson var son till det norska riksrådet Alv Knutsson (med rötter i den svenska adelsätt, som senare kom att kallas Tre Rosor) och hans fru Magnhild Oddsdotter. Han var bror till Knut Alvsson, som blev känd som upprorsman mot den danske kungen, och halvbror till biskopen i Hamar Karl Sigurdsson. Odd Alvsson förblev ogift.
Odd Alvsson tillhörde i likhet med sin far och sin bror Knut den krets av norska stormän, som vill begränsa den danska kungamakten över trestatsunionen. Istället ville denna krets att varje enskilt nordiskt land skulle få ett ökat självstyre. 
Denna inställning ledde till att Alv Knutsson och hans söner Odd och Knut kom i motsatsställning till den danske kungen. Därutöver kom de i direkt konflikt med den danska adelssläkten Krummedike, som stod den danske kungen nära. Denna konflikt stod på Alv Knutssons tid med Hartvig Krummedike medan den på Odds och Knuts tid stod med Hartvigs son Henrik Krummedike. 
Odd Alvsson dubbades till riddare av den danske kungen Hans, troligen vid dennes kröning i Nidarosdomen 1483. I samband med att halvbrodern och biskopen Karl Sigurdsson avled 1487 kom Odd Alvsson och hans moder Magnhild Oddsdotter i konflikt såväl med Henrik Krummedike som med den norska kyrkan, angående arvsskiftet. Mycket tyder på att dessa konflikter löstes till den mäktiga Tre Rosor-släktens fördel.
Trots de spänningar, som fanns mellan Odd och hans släktingar och den danske kungen, utnämnde kung Hans honom 1492 till hövitsman på Akershus, som var Norges mäktigaste fästning. Denna post hade Alv Knutsson och hans sönder sannolikt åstundat alltsedan 1470-talet.
Osämjan med släkten Krummedike blossade snart åter upp. Odd Alvsson anklagade Henrik Krummedike för att göra borgare och allmoge "olydiga och ovilliga". Krummedike kom med motanklagelser, som troligen bland annat syftade på den brutale fogden Lasse Skjöld, som var i Odd Alvssons tjänst (Lasse Skjöld dräptes några år senare av traktens bönder på grund av sitt uppträdande). Dessa anklagelser åt ömse håll ledde aldrig till något avgörande i domstol eller till öppna strider. Några år därefter, 1497, avled Odd Alvsson 37 år gammal.